# ارنست کلادنی
ارنست کلادنی (آلمانی: Ernst Chladni؛ زاده ۳۰ نوامبر ۱۷۵۶ درگذشته ۳ آوریل ۱۸۲۷) فیزیک‌دان آلمانی بود.
وی را پدر علم آکوستیک می‌نامند. وی همچنین تحقیقات بسیاری نیز در زمینه شهاب سنگ‌ها انجام داده به نحویکه بسیاری به وی لقب پدر شهاب سنگ‌شناسی هم داده‌اند.
یکی از کارهای مهم وی تحقیق بر روی صفحات در حال لرزش و نیز اندازه‌گیری سرعت صوت در گازهای مختلف است.
صفحات در حال لرزش پدیده‌های جالبی را به وجود می‌آورند. در حقیقت یکی از مهم‌ترین کارهای وی ابداع روشی برای آشکارسازی حالتهای مختلف لرزش سطوح صلب است.